# Réginald Boisvert
Réginald Boisvert est un écrivain et un auteur dramatique québécois né à Grand-Mère le 17 septembre 1922 et mort à Montréal le 28 mars 1985. 

## Biographie
Il travaille durant sa jeunesse à la Consolidated Paper Co. de Trois-Rivières puis à la Shawinigan Chemical. Au début des années 1940, il fait la rencontre du professeur et écrivain François Hertel, qui l'initie à la création littéraire. Grâce à son influence, Réginald Boisvert intègre ensuite la JEC (Jeunesse étudiante catholique). Collaborateur pour les journaux de la JEC, il se joint ensuite au monde syndical et fait la connaissance de Guy Cormier (éditorialiste à La Presse) et de Pierre Juneau (président de l'Office national du film, et plus tard de Radio-Canada). Avec Gérard Pelletier et d'autres, il participe à la fondation de la revue Cité libre en 1950. 
Réginald Boisvert est surtout connu pour ses séries pour la jeunesse et ses téléromans,,.

## Filmographie
- Pépinot et Capucine (1952)
- Chat Piano (1954)
- Pépinot (1954)
- Le cas Labrecque (film, 1956)
- Que Dieu vous soit en aide (1956)
- Tu enfanteras dans la joie (court métrage, 1956)
- Les nouveaux venus (court métrage, 1957)
- Pays neuf (film, 1958)
- Le Courrier du roy (1958)
- Il était une guerre (1959)
- Le Pain du jour (1962-1965)
- Valérie et l'aventure (1968)
- Le Paradis terrestre (1968)
- Mont-Joye (1970-1975)
- Y'a pas de problème (1975)
- Week-end (1981)
- Belle Rive (1983-1985)